# Homestead Base
Homestead Base es un lugar designado por el censo (en inglés, census-designated place, CDP) situado en el condado de Miami-Dade, Florida, Estados Unidos. Según el censo de 2020, tiene una población de 999 habitantes.

## Geografía
Está ubicado en las coordenadas 25°29′36″N 80°23′25″O / 25.49333, -80.39028. Según la Oficina del Censo, tiene una superficie total de 11.26 km², de los cuales 10.99 km² corresponden a tierra firme y 0.27 km² están cubiertos de agua.

## Demografía
Según el censo de 2020, hay 999 personas residiendo en la zona. La densidad de población es de 90.90 hab./km².
| Raza                   | Núm. | Porc.   |
| ---------------------- | ---- | ------- |
| Afroamericanos         | 545  | 54.55%  |
| Blancos                | 173  | 17.32%  |
| Amerindios             | 1    | 0.10%   |
| De otras razas         | 97   | 9.71%   |
| De una mezcla de razas | 183  | 18.32%  |
| Total                  | 999  | 100.00% |

Del total de la población, el 36.14% son hispanos o latinos de cualquier raza.